# Argula von Grumbach
Argula von Grumbach (1492 - c. 1564) fue una escritora y noble bávara que, a principios de la década de 1520, se involucró en los debates de la reforma protestante que se desarrollaban en Alemania. Se convirtió en la primera escritora protestante, publicando cartas y poemas con la intención de defender al fraile Martín Lutero, así como a su colaborador Philip Melanchthon y otros grupos pertenecientes al protestantismo. Es conocida por desafiar a los docentes de la Universidad de Ingolstadt cuando les escribió una carta en la que se manifestaba en contra del arresto de un estudiante luterano. Como una de las pocas mujeres de su época que expresaba abiertamente sus puntos de vista, sus escritos provocaron controversia.

## Niñez
Argula von Grumbach nació como Argula von Stauff cerca de Ratisbona, Baviera, en 1492. Su familia vivía en el castillo de Ehrenfels, que era la sede de su familia como barónes. La familia von Stauff poseían el título nobiliario de Freiherren, que eran señores con jurisdicción independiente que rendían cuentas al Emperador, y estaban entre los líderes preeminentes de la nobleza bávara.

## Muerte
En una crónica local se informó que Argula von Grumbach murió en 1554, pero se encontraron algunas pruebas de correspondencia del Ayuntamiento de Munich que indicaba que podría haber estado viva en 1563.